# Колпнянский район
Ко́лпнянский район — административно-территориальная единица (район) и муниципальное образование (муниципальный район) в Орловской области России.
Административный центр — посёлок городского типа Колпна.

## География
Расположен в юго-восточной части области на Среднерусской возвышенности. Относительные высоты не превышают 150—200 м над уровнем моря. Встречаются морфоструктуры двух видов: на северо-западе платформенная эрозионно-денудационная пластовая равнина с преобладанием неотектонических поднятий; на юго-востоке — платформенная эрозионно-денудационная пластовая равнина с тенденцией к относительному прогибанию неотектонических структур. Типы рельефа: карстовые явления при впадении р. Фошни в р. Сосна; активно растущие овраги. Полезные ископаемые представлены Колпнянским месторождением глины и суглинков для изготовления кирпича.

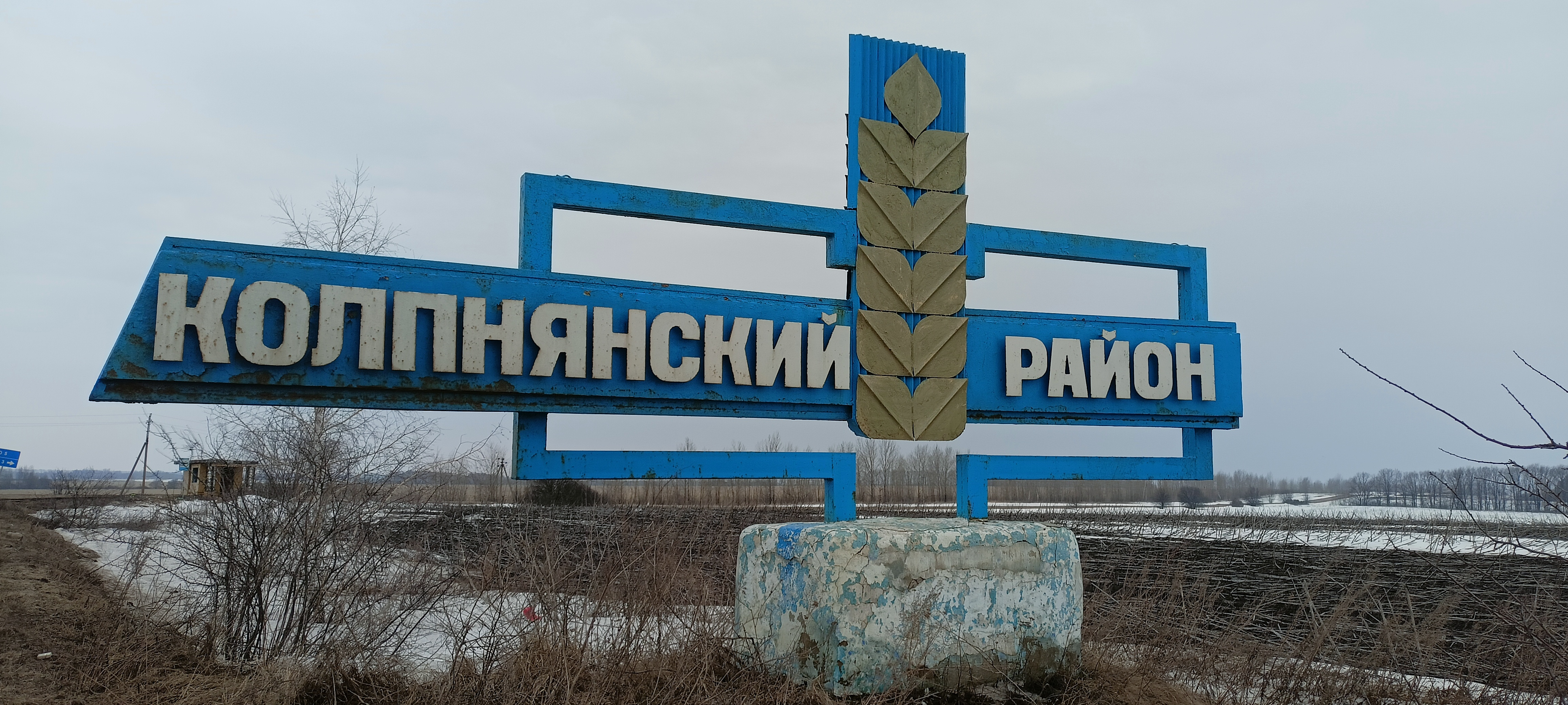

Граничит на юге с Золотухинским, Черемисиновским и Щигровским районами Курской области, на западе — с Малоархангельским , на севере — с Покровским, на северо-востоке с — Ливенским, на юго-востоке — с Должанским районами Орловской области. Площадь занимаемой территории — 1186,2 км².

### Климат
Климат умеренно-континентальный (по классификации Кёппена — Dfb). Чётко выражена смена сезонов года. Формирование климата происходит главным образом под влиянием переноса значительно трансформировавшихся атлантических воздушных масс.
Зима умеренно холодная. Первая её половина несколько мягче второй, с частыми оттепелями. Средняя температура января −8,5 °C. Климатическая весна наступает во второй половине марта. Лето с периодами жары и относительной прохлады. Средняя температура июля +18,5 °C. Осень довольно тёплая.
Годовое количество осадков 500—550 мм. Количество поступающей солнечной радиации составляет 91-92 ккал/см². По агроклиматическому районированию район относится к южному с коэффициентом увлажнения 1,2-1,3.
Почвы
Почвенный покров представлен чернозёмами выщелоченными и оподзоленными, по берегам рек Фошни и Сосны — пойменные луговые. За долгое время использования в хозяйстве почвы сильно эродированы. По качественной оценки пахотных земель Колпнянский район занимает ведущее место (более 80 баллов по бонитировочной шкале).
Реки
Крупнейшие реки — Сосна (правый приток Дона) и Фошня. Средний годовой сток рек составляет 140 мм. Сосна протекает по наиболее засушливому району. Правые наиболее крупные её притоки в пределах области — Тим, Кшень, Олым. Левые — Труды с притоком Любовша, Фошня, Колпенка, Дайменка, Сучья. Бассейн реки закарстован. Межень Сосны повышенная. Бассейн изобилует ключами. Сосна отличается узкой, сильно дренированной поймой, каменистым характером русла, глубины реки достигают 5 м, длина 302 км, ширина колеблется от 40 до 60 м. Средняя глубина 1—2 м, скорость течения 0,2—0,8 м/сек, средний уклон 0,0002. Своеобразные формы рельефа создаёт карст. В бассейне реки Сосны карстовые формы рельефа представлены как воронками, так и слепыми долинами (балками). Многочисленны формы древнего погребенного карста. Часты оползневые формы рельефа, чему способствует широкое площадное развитие дренируемых песчано-глинистых мезозойских пород. Распространены верховые болота.
Растительность
Небольшие участки широколиственного леса (дуб, клён, липа, ясень) встречаются на юге и юго-востоке района. Наибольшую часть района занимают сельскохозяйственные угодья на месте луговых степей и остепненных лугов. По берегам рек расположены пойменные луга. Наблюдается на территории района дифференциация на две подзоны типичной и южной лесостепи, относящиеся к лесостепной зоне ландшафтов равнин: представленные агро- и акультурными ландшафтами на выщелоченных и оподзоленных чернозёмах под бывшими злаково-разнотравными и злаковыми степями. Луговыми степями называют естественные растительные сообщества с более или менее сомкнутым покровом, с господством многолетних ксерофитных растений; преимущественная роль среди них принадлежит дерновинным злакам. На территории Орловской области выявлено 6 участков с сохранившимися луговыми степями (балка Непрец близ Орла, урочище Кузилинка в Ливенском районе, урочище Городище в Мценском районе и др.) и один участок в Колпнянском районе между деревнями Тимирязево и Ярище.
Животный мир
На территории района находится Колпнянский видовой заказник, где проживают лось, косуля, кабан. Также в районе обитают: выдра, олень европейский, класс птицы представлен скопой, а класс рыбы представляет обыкновенный подкаменщик из отряда скорпенообразные.

## История
- Район образован в 30 июля 1928 года в составе Курского округа Центрально-Чернозёмной области.
- 13 июня 1934 года после ликвидации Центрально-Чернозёмной области район вошёл в состав вновь образованной Курской области.
- 27 сентября 1937 года район вошёл в состав вновь образованной Орловской области.
- В феврале 1963 года район был преобразован в Колпнянский сельский район, в него также вошли территории упраздненных Малоархангельского и Дросковского районов.
- 12 января 1965 года Колпнянский сельский район вновь преобразован в район, бывшая территория Дросковского района передана Покровскому району.
- 30 декабря 1966 года из состава района вновь выделен Малоархангельский район[3].

## Население
| 1959    | 1970    | 1979    | 1989    | 2002    | 2009    | 2010    | 2012    | 2013    |
| ------- | ------- | ------- | ------- | ------- | ------- | ------- | ------- | ------- |
| 35 467  | ↘31 471 | ↘25 126 | ↘22 406 | ↘18 970 | ↘17 141 | ↘15 453 | ↘14 814 | ↘14 392 |
| 2014    | 2015    | 2016    | 2017    | 2018    | 2019    | 2020    | 2021    | 2023    |
| ↘13 830 | ↘13 399 | ↘13 160 | ↘12 828 | ↘12 610 | ↘12 503 | ↘12 339 | ↗12 701 | ↘12 459 |

### Национальный состав
По итогам переписи населения 2020 года проживали следующие национальности (национальности менее 0,1 % и другое, см. в сноске к строке «Другие»):
| Национальность | Численность, чел. | Доля     |
| -------------- | ----------------- | -------- |
| Русские        | 11 840            | 93,22 %  |
| Украинцы       | 64                | 0,50 %   |
| Армяне         | 49                | 0,39 %   |
| Чеченцы        | 31                | 0,24 %   |
| Рутульцы       | 26                | 0,20 %   |
| Аварцы         | 16                | 0,13 %   |
| Азербайджанцы  | 13                | 0,10 %   |
| Другие         | 662               | 5,22 %   |
| Итого          | 12 701            | 100,00 % |

Конфессиональный состав
Большинство населения считает себя православными. Есть также мусульмане.

### Урбанизация
В городских условиях (пгт Колпна) проживают 42,51 % населения района.

## Административно-муниципальное устройство
Колпнянский район в рамках административно-территориального устройства включает 9 сельсоветов и 1 посёлок городского типа.
В рамках организации местного самоуправления на территории района созданы 10 муниципальных образований, в том числе 1 городское и 9 сельских поселений:
| №  | Муниципальное образование           | Административный центр        | Количество населённых пунктов | Население (чел.) | Площадь (км²) |
| -- | ----------------------------------- | ----------------------------- | ----------------------------- | ---------------- | ------------- |
| 1  | городское поселение Колпна          | пгт Колпна                    | 1                             | ↘5296            | 9,22          |
| 2  | Ахтырское сельское поселение        | село Ахтырка                  | 11                            | ↘461             | 107,57        |
| 3  | Белоколодезьское сельское поселение | деревня Белый Колодезь Первый | 21                            | ↘945             | 138,5         |
| 4  | Знаменское сельское поселение       | село Знаменское               | 7                             | ↘473             | 70,83         |
| 5  | Карловское сельское поселение       | деревня Клевцово              | 16                            | ↘1293            | 121,82        |
| 6  | Краснянское сельское поселение      | село Красное                  | 11                            | ↘649             | 125,39        |
| 7  | Крутовское сельское поселение       | село Крутое                   | 18                            | ↘1231            | 182,4         |
| 8  | Тимирязевское сельское поселение    | деревня Тимирязево            | 15                            | ↘653             | 98,07         |
| 9  | Ушаковское сельское поселение       | село Ушаково                  | 8                             | ↘399             | 124,32        |
| 10 | Ярищенское сельское поселение       | село Ярище                    | 28                            | ↘1059            | 208,08        |

## Населённые пункты
В Колпнянском районе 136 населённых пунктов.
| №   | Населённый пункт         | Тип     | Население | Муниципальное образование           |
| --- | ------------------------ | ------- | --------- | ----------------------------------- |
| 1   | Агарково                 | деревня | 14        | Краснянское сельское поселение      |
| 2   | Александровка            | деревня | 17        | Знаменское сельское поселение       |
| 3   | Александровка            | деревня | 9         | Карловское сельское поселение       |
| 4   | Алисово                  | деревня | 36        | Крутовское сельское поселение       |
| 5   | Андреевка                | деревня | ↘136      | Карловское сельское поселение       |
| 6   | Андреевка                | деревня | ↘43       | Краснянское сельское поселение      |
| 7   | Ахтырка                  | село    | ↗336      | Ахтырское сельское поселение        |
| 8   | Бекетово                 | деревня | 9         | Ярищенское сельское поселение       |
| 9   | Белое                    | деревня | 4         | Белоколодезьское сельское поселение |
| 10  | Белый                    | хутор   | 24        | Белоколодезьское сельское поселение |
| 11  | Белый Колодезь Второй    | деревня | ↘76       | Белоколодезьское сельское поселение |
| 12  | Белый Колодезь Первый    | деревня | ↘389      | Белоколодезьское сельское поселение |
| 13  | Берёзовка                | деревня | 58        | Карловское сельское поселение       |
| 14  | Больфуровка              | деревня | 7         | Тимирязевское сельское поселение    |
| 15  | Борисовка Вторая         | деревня | 16        | Краснянское сельское поселение      |
| 16  | Борисовка Первая         | деревня | 1         | Краснянское сельское поселение      |
| 17  | Букреевка                | деревня | 7         | Белоколодезьское сельское поселение |
| 18  | Бурычки                  | деревня | 1         | Ярищенское сельское поселение       |
| 19  | Бухтиярово Второе        | деревня | ↘77       | Ярищенское сельское поселение       |
| 20  | Бухтиярово Первое        | деревня | ↘25       | Ярищенское сельское поселение       |
| 21  | Васильевка Первая        | деревня | 12        | Ахтырское сельское поселение        |
| 22  | Василь-Плотка            | деревня | 43        | Ахтырское сельское поселение        |
| 23  | Василь-Тумашевка         | деревня | 6         | Ушаковское сельское поселение       |
| 24  | Верхнее Карлово          | деревня | 20        | Карловское сельское поселение       |
| 25  | Весёлый                  | посёлок | 13        | Знаменское сельское поселение       |
| 26  | Воробьёвка               | деревня | 55        | Ярищенское сельское поселение       |
| 27  | Вороново                 | село    | ↘160      | Ахтырское сельское поселение        |
| 28  | Городецкое               | село    | ↘70       | Ярищенское сельское поселение       |
| 29  | Греково                  | деревня | 21        | Ярищенское сельское поселение       |
| 30  | Грязное                  | деревня | 28        | Краснянское сельское поселение      |
| 31  | Гуляево                  | деревня | 1         | Ярищенское сельское поселение       |
| 32  | Густые Тычинки           | деревня | ↘53       | Ярищенское сельское поселение       |
| 33  | Давыдово                 | деревня | 4         | Ушаковское сельское поселение       |
| 34  | Даниловка                | деревня | 17        | Карловское сельское поселение       |
| 35  | Денисовка                | деревня | 0         | Ахтырское сельское поселение        |
| 36  | Долгий Колодезь          | деревня | 72        | Крутовское сельское поселение       |
| 37  | Доробино                 | деревня | 16        | Карловское сельское поселение       |
| 38  | Дровосечное              | село    | ↘443      | Крутовское сельское поселение       |
| 39  | Дубовое                  | деревня | 35        | Белоколодезьское сельское поселение |
| 40  | Дурнево                  | деревня | 17        | Ярищенское сельское поселение       |
| 41  | Евтифеевка Вторая        | деревня | 0         | Краснянское сельское поселение      |
| 42  | Евтифеевка Первая        | деревня | 1         | Краснянское сельское поселение      |
| 43  | Екатериновка             | деревня | ↘93       | Карловское сельское поселение       |
| 44  | Заречный                 | посёлок | 0         | Ушаковское сельское поселение       |
| 45  | Зелёная Роща             | посёлок | 0         | Белоколодезьское сельское поселение |
| 46  | Знаменское               | село    | ↘288      | Знаменское сельское поселение       |
| 47  | Зубарёвка                | деревня | 34        | Крутовское сельское поселение       |
| 48  | Ивано-Яковлевка          | деревня | 1         | Тимирязевское сельское поселение    |
| 49  | Казаковка                | деревня | 6         | Крутовское сельское поселение       |
| 50  | Камыши                   | деревня | 9         | Крутовское сельское поселение       |
| 51  | Карташовка               | деревня | ↘330      | Тимирязевское сельское поселение    |
| 52  | Клевцово                 | деревня | ↘398      | Карловское сельское поселение       |
| 53  | Клевцово                 | деревня | 8         | Ярищенское сельское поселение       |
| 54  | Кобзевка                 | деревня | 1         | Крутовское сельское поселение       |
| 55  | Кожушки                  | деревня | 1         | Ахтырское сельское поселение        |
| 56  | Колпна                   | пгт     | ↘5296     | городское поселение Колпна          |
| 57  | Королёвка                | деревня | 0         | Белоколодезьское сельское поселение |
| 58  | Красная Звезда           | деревня | 1         | Тимирязевское сельское поселение    |
| 59  | Красная Площадь          | деревня | 24        | Ярищенское сельское поселение       |
| 60  | Красная Сосна            | деревня | 20        | Тимирязевское сельское поселение    |
| 61  | Красногорье              | деревня | ↘63       | Белоколодезьское сельское поселение |
| 62  | Красное                  | село    | ↘397      | Краснянское сельское поселение      |
| 63  | Красный                  | посёлок | 13        | Крутовское сельское поселение       |
| 64  | Красный Уголок           | деревня | 15        | Ярищенское сельское поселение       |
| 65  | Крутое                   | деревня | 56        | Белоколодезьское сельское поселение |
| 66  | Крутое                   | село    | ↘503      | Крутовское сельское поселение       |
| 67  | Крюково                  | деревня | 10        | Ахтырское сельское поселение        |
| 68  | Кузьминовка              | деревня | 7         | Карловское сельское поселение       |
| 69  | Кутепово                 | деревня | 1         | Крутовское сельское поселение       |
| 70  | Кутузово                 | деревня | 12        | Тимирязевское сельское поселение    |
| 71  | Лески                    | деревня | 31        | Ярищенское сельское поселение       |
| 72  | Лески                    | посёлок | 0         | Ярищенское сельское поселение       |
| 73  | Лимовое                  | деревня | ↘55       | Ярищенское сельское поселение       |
| 74  | Луговое                  | деревня | 16        | Крутовское сельское поселение       |
| 75  | Маклаки                  | деревня | 0         | Тимирязевское сельское поселение    |
| 76  | Максаки                  | деревня | 0         | Знаменское сельское поселение       |
| 77  | Маркино                  | деревня | ↘186      | Ушаковское сельское поселение       |
| 78  | Мисайлово                | село    | ↘196      | Краснянское сельское поселение      |
| 79  | Михайловка               | деревня | ↘131      | Карловское сельское поселение       |
| 80  | Моховое                  | деревня | 10        | Белоколодезьское сельское поселение |
| 81  | Моховое                  | село    | ↘108      | Знаменское сельское поселение       |
| 82  | Нетрубеж                 | село    | ↘202      | Крутовское сельское поселение       |
| 83  | Нижнее Карлово           | деревня | ↘130      | Карловское сельское поселение       |
| 84  | Никольское               | деревня | 39        | Белоколодезьское сельское поселение |
| 85  | Новосёлки                | деревня | 0         | Белоколодезьское сельское поселение |
| 86  | Ново-Фёдоровка           | деревня | 8         | Ушаковское сельское поселение       |
| 87  | Ново-Яковлевка           | деревня | 11        | Краснянское сельское поселение      |
| 88  | Обуховка                 | деревня | 11        | Ярищенское сельское поселение       |
| 89  | Острики                  | деревня | 0         | Белоколодезьское сельское поселение |
| 90  | Остров                   | деревня | ↘186      | Ярищенское сельское поселение       |
| 91  | Павловка                 | деревня | 37        | Ушаковское сельское поселение       |
| 92  | Паниковец Второй         | деревня | 50        | Ярищенское сельское поселение       |
| 93  | Паниковец Первый         | деревня | 19        | Ярищенское сельское поселение       |
| 94  | Паперецкое               | деревня | 1         | Ярищенское сельское поселение       |
| 95  | Петровка                 | деревня | 5         | Ахтырское сельское поселение        |
| 96  | Петровка Вторая          | деревня | 0         | Тимирязевское сельское поселение    |
| 97  | Петровка Первая          | деревня | 19        | Тимирязевское сельское поселение    |
| 98  | Покатилово               | деревня | 44        | Ярищенское сельское поселение       |
| 99  | Покровка                 | деревня | ↘286      | Карловское сельское поселение       |
| 100 | Поляковочка              | деревня | 5         | Белоколодезьское сельское поселение |
| 101 | Посёлок имени Ворошилова | посёлок | 7         | Белоколодезьское сельское поселение |
| 102 | Просека                  | деревня | ↘99       | Белоколодезьское сельское поселение |
| 103 | Пушинка                  | деревня | 12        | Ярищенское сельское поселение       |
| 104 | Ревякинские Выселки      | деревня | 9         | Крутовское сельское поселение       |
| 105 | Редькино                 | деревня | 49        | Крутовское сельское поселение       |
| 106 | Рождественское           | село    | 15        | Ушаковское сельское поселение       |
| 107 | Селиваново               | деревня | 37        | Крутовское сельское поселение       |
| 108 | Сергеевка                | деревня | 19        | Карловское сельское поселение       |
| 109 | Скородумка               | деревня | 50        | Ярищенское сельское поселение       |
| 110 | Сомово                   | деревня | ↘35       | Краснянское сельское поселение      |
| 111 | Спасское Второе          | деревня | ↘97       | Белоколодезьское сельское поселение |
| 112 | Спасское Первое          | село    | 53        | Белоколодезьское сельское поселение |
| 113 | Струково                 | деревня | 0         | Ахтырское сельское поселение        |
| 114 | Теменское                | деревня | ↘61       | Ярищенское сельское поселение       |
| 115 | Тимирязево               | деревня | ↗72       | Тимирязевское сельское поселение    |
| 116 | Трудолюбовка             | деревня | ↗85       | Знаменское сельское поселение       |
| 117 | Удеревка Вторая          | деревня | 76        | Тимирязевское сельское поселение    |
| 118 | Удеревка Первая          | деревня | 0         | Тимирязевское сельское поселение    |
| 119 | Удеревские Выселки       | деревня | 0         | Тимирязевское сельское поселение    |
| 120 | Ушаково                  | село    | ↘279      | Ушаковское сельское поселение       |
| 121 | Фёдоровка                | деревня | 6         | Тимирязевское сельское поселение    |
| 122 | Фошня                    | село    | 25        | Ярищенское сельское поселение       |
| 123 | Хорошевка                | деревня | 64        | Карловское сельское поселение       |
| 124 | Хутор-Лимовое            | деревня | ↘206      | Тимирязевское сельское поселение    |
| 125 | Чашино                   | деревня | 53        | Крутовское сельское поселение       |
| 126 | Черниково                | деревня | ↘64       | Карловское сельское поселение       |
| 127 | Чибисовка                | деревня | 4         | Крутовское сельское поселение       |
| 128 | Шалимово                 | деревня | 0         | Ахтырское сельское поселение        |
| 129 | Шевяково                 | деревня | 17        | Ярищенское сельское поселение       |
| 130 | Шушляпино                | деревня | ↘79       | Карловское сельское поселение       |
| 131 | Щегловитовка             | деревня | 6         | Знаменское сельское поселение       |
| 132 | Юдинка                   | деревня | 4         | Ахтырское сельское поселение        |
| 133 | Юрьево                   | деревня | 5         | Белоколодезьское сельское поселение |
| 134 | Ягодное                  | деревня | 31        | Крутовское сельское поселение       |
| 135 | Яковка                   | село    | ↘295      | Белоколодезьское сельское поселение |
| 136 | Ярище                    | село    | ↘464      | Ярищенское сельское поселение       |

В районе существовал ряд населённых пунктов, упразднённых Постановлением Орловского областного Совета народных депутатов от 15 октября 2004 года № 32/645-ОС: 
- деревни Безводная, Ефросимово, Новосёлки и Михайловка в Ахтырском сельсовете,
- село Протасово, деревня Фёдорово-Студёное в Белоколодезьском сельсовете,
- посёлок Красный и деревня Николаевка в Знаменском сельсовете,
- деревни Алексеевка, Гречик, Гулиевка и посёлок Круглый в Краснянском сельсовете,
- деревня Доробянка в Тимирязевском сельсовете,
- деревня Шалимово в Ушаковском сельсовете,
- деревни Кривец, Крутец и Ново-Павловка Ярищенском сельсовете.

## Экономика
Колпнянский район, наряду с Ливенским и Верховским, образуют Ливенский внутриобластной экономический район, который относится к развитым промышленно-аграрным, с долей в суммарном объёме товарной продукции 20-30 % (характеризуется производством зерна, сахарной свеклы, картофеля и скотоводческо-овцеводческо-свиноводческим направлением).
Обрабатывающая промышленность находится только в п.г.т. Колпны и представлена машиностроением и металлообработкой, строительных материалов, лёгкой и пищевой промышленностью. Ведущее место занимает пищевая промышленность, где выделяются сахарная (АО «Колпнянский сахарный завод»), хлебопекарная (Колпнянский хлебозавод).

## Транспорт
Удобное географическое положение Колпнянского района, пограничный район с Курской областью и граничащий на северо-востоке с Ливенскиим районом Орловской области, должно в будущем времени обусловить развитие транспортного комплекса, представленного в настоящее время железнодорожным, автомобильным, трубопроводным, гужевым и соответствующей инфраструктурой.
Железнодорожный транспорт в структуре грузо- и пассажирооборота занимает далеко не лидирующее место. Железнодорожными путями район связан только с Курской областью (направление Колпна — Щигры, через д. Нетрубеж). Ранее, по территории района проходила узкоколейная железная дорога Сахарного завода, линия которой, согласно старым топографическим картам, пролегала по направлению Малоархангельска — в окрестности населённого пункта Ахтырка. До 1958 года посёлок Колпна являлся конечным пунктом узкоколейной железной дороги Охочевка — Колпны, составлявшей часть сети железных дорог общего пользования МПС СССР (В 1958—1959 годах железнодорожная ветка Охочевка — Колпны была перешита на стандартную колею 1520 мм). Не исключено, что узкоколейная железная дорога Колпнянского сахарного завода имела ширину колеи 1000 мм и составляла с этой узкоколейной железной дорогой единую сеть. Впоследствии данная линия была закрыта и разобрана.
Протяженность сети автомобильных дорог в районе составляет 303,8 км, в том числе 299,9 км с твёрдым покрытием. Автомобильные дороги федерального значения на территорий района не проходят. Протяженность автомобильного маршрута Орёл — Колпна (через п. Дросково) — 141 км. По территории района проходят автодороги Орёл — Долгое, Колпна — Дросково, примыкающие к автомагистрали федерального значения Р119.
Трубопроводный транспорт представлен распределительными газопроводами от газопровода отвода, который построен от магистрального «Уренгой—Ужгород», проходящего через территорию Должанского района.

## Достопримечательности
На территории района имеются памятники занесённые в «Каталог памятников истории и культуры народов Российской Федерации»:
- 5700074000 — УСАДЬБА ХУДОЖНИКА В. Г.ШВАРЦА. Памятник архитектуры 2-я половина XIX века, дер. БЕЛЫЙ КОЛОДЕЗЬ
- 5700074001 — ЦЕРКОВЬ. Памятник архитектуры, дер. БЕЛЫЙ КОЛОДЕЗЬ
- 5700074002 — ВОКЗАЛ. Памятник архитектуры, дер. БЕЛЫЙ КОЛОДЕЗЬ
- 5700074003 — КУПЕЧЕСКИЕ АМБАРЫ. Памятник архитектуры, дер. БЕЛЫЙ КОЛОДЕЗЬ
- 5700074004 — ПАРК. Памятник архитектуры, дер. БЕЛЫЙ КОЛОДЕЗЬ
- 5700074005 — КОНЮШНЯ. Памятник архитектуры 2-я половина XIX века, дер. БЕЛЫЙ КОЛОДЕЗЬ
- 5700886000 — СТОЯНКА «АГАРКОВО». Памятник археологии, северная окраина села АГАРКОВО, берег реки СОСНА, у ручья
- 5700889000 — СТОЯНКА «КАМОГИНО» («КУЛИГА»). Памятник археологии, 0,4 км юго-восточнее дер. КАМОГИНО, правый берег реки Сосна
- 5700890000 — СТОЯНКА «МИХАЙЛОВО», Памятник археологии, 0,15 км юго-западнее окраины дер. МИХАЙЛОВО, 0,2 КМ от левого берега реки СОСНА, в излучине
- 5700896001 — «ОХОТНИКОВ ЗАМОК». Памятник архитектуры конца XIX века, село ЯКОВКА (СОСНОВКА)